# Stabina
Il torrente Stabina è un corso d'acqua della Provincia di Bergamo. Nasce dal Pizzo dei Tre Signori, nelle Alpi Orobie, bagna i paesi di Valtorta e Cassiglio nella Valtorta e confluisce da destra nel fiume Brembo vicino ad Olmo al Brembo. Principali affluenti sono l'Ancogna ed il Cassiglio da destra e l'Ornica da sinistra.